# Kevin Dean (Musiker)
Kevin Dean (* 1954 in Mason City, Iowa) ist ein US-amerikanischer Jazzmusiker (Trompete, Orgel, Komposition) und Hochschullehrer, der in Kanada lebt.

## Leben und Wirken
Dean erwarb 1976 den Bachelor in Musik an der University of Iowa, 1980 den Master-Abschluss in Jazzpädagogik an der University of Miami. Danach unterrichtete er an der St. Francis Xavier University in Nova Scotia, wo er am Aufbau des ersten universitären Jazz-Studienprogramms in Kanada mitwirkte. 1984 erhielt er einen Ruf als Professor an der McGill University in Montréal und entwickelte dort ein Jazz-Curriculum und ein Master-Programm in Jazz-Performance. 1986 war er Mitbegründer der Jazz Association of Montreal und ihr erster Vorsitzender. Daneben unterrichtete er 1984 bis 1996 bei den Jamey Aebersold Summer Jazz Workshops und legte bisher (2011) sechs Alben unter eigenem Namen vor. 1991 entstand sein Debütalbum Minor Indiscretions (McGill Records) mit eigenen Kompositionen. 1998 nahm er mit Gitarrist Louis Stewart und Bassist Neil Swainson Venous Lake (Gemini Records) auf. Im Laufe seiner Karriere spielte er außerdem mit Jimmy Heath, Benny Golson, Joe Henderson und Barry Harris. Neben der Trompete spielt Dean auch Hammondorgel und leitet ein Orgel-Quartett, mit dem er 2003 Kevin Dean Organ Band, Live at Upstairs einspielte. Seine Komposition „Andre's Footsteps“ ist als eines  von sieben Jazzstücken Teil einer CD-Box, die das Canada Council for the Arts zum  fünfzigsten Jahrestag der Vereinten Nationen veröffentlichte.